# Kult Rozumu

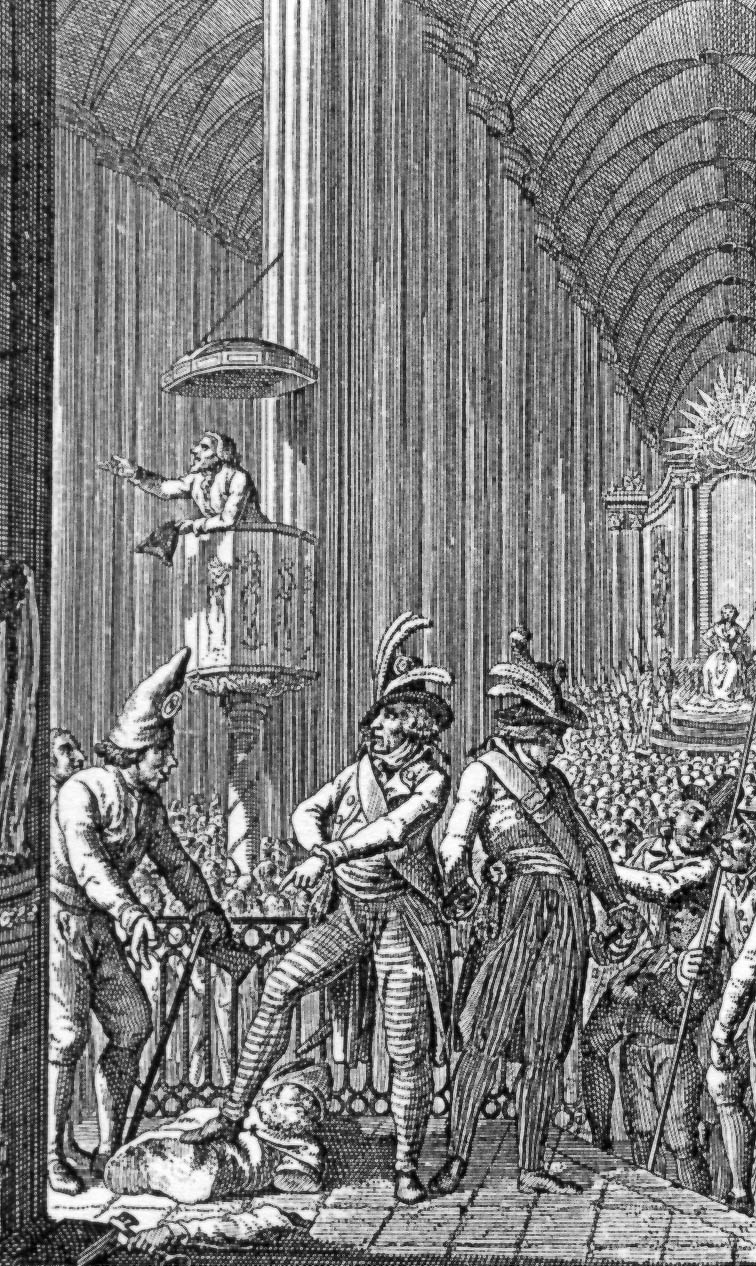
Štrasburská katedrála Notre-Dame přeměněna na Chrám Rozumu, obrázek z roku 1794

Kult Rozumu (francouzsky Culte de la Raison) byl ateistický myšlenkový systém, kterým chtěl francouzský stát za velké francouzské revoluce nahradit křesťanství v roli státního náboženství.

## Východiska

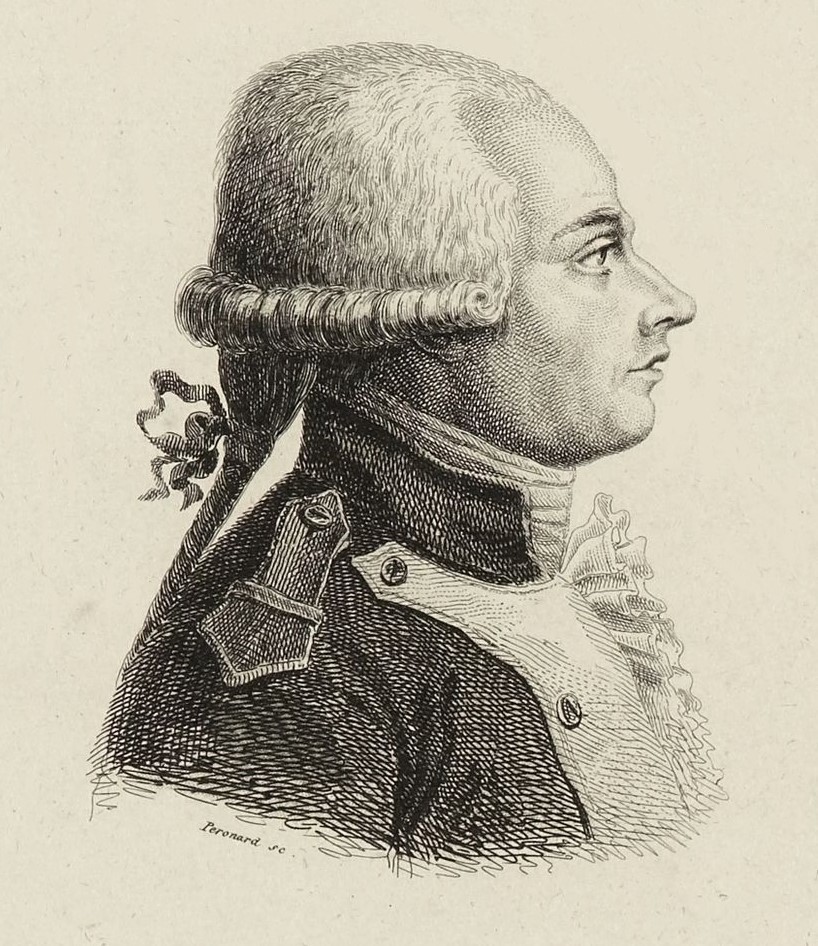
Antoine-François Momoro (1756–1794)

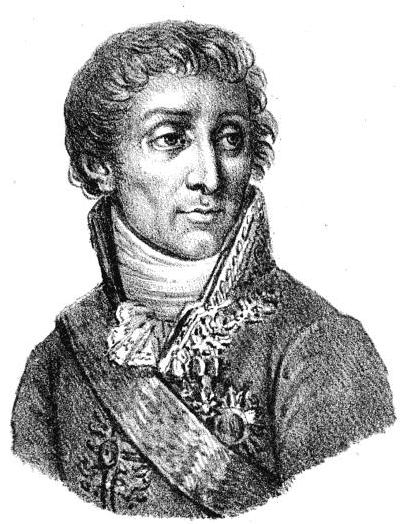
Joseph Fouché (1759–1820)

Katolická církev byla jedním z hlavních oponentů velké francouzské revoluce, která se vždy profilovala jako antiklerikalistická. Dechristianizace Francie měla důvody převážně politické a ekonomické, postupně však vznikla potřeba poskytnout i duchovní alternativu ke křesťanství. Podíl na vytvoření kultu Rozumu měli především Jacques Hébert, Antoine-François Momoro, Pierre-Gaspard Chaumette a Joseph Fouché.

## Myšlenky
Kult rozumu byl antropocentrický, jeho cílem byla lidská dokonalost skrze pravdu a svobodu, čehož se mělo dosáhnout rozvíjením lidské schopnosti rozumu. Kult se sice profiloval jako ateistický, podporoval ale společné obřady, spočívající převážně ve zdůrazňování významu ideálního rozumu. Nešlo však o uctívání, jak vysvětlil Momoro: „Svoboda, rozum a pravda jsou abstraktní pojmy. Nejsou to žádní bohové, ale součásti nás samých.“

## Význam pro revoluci

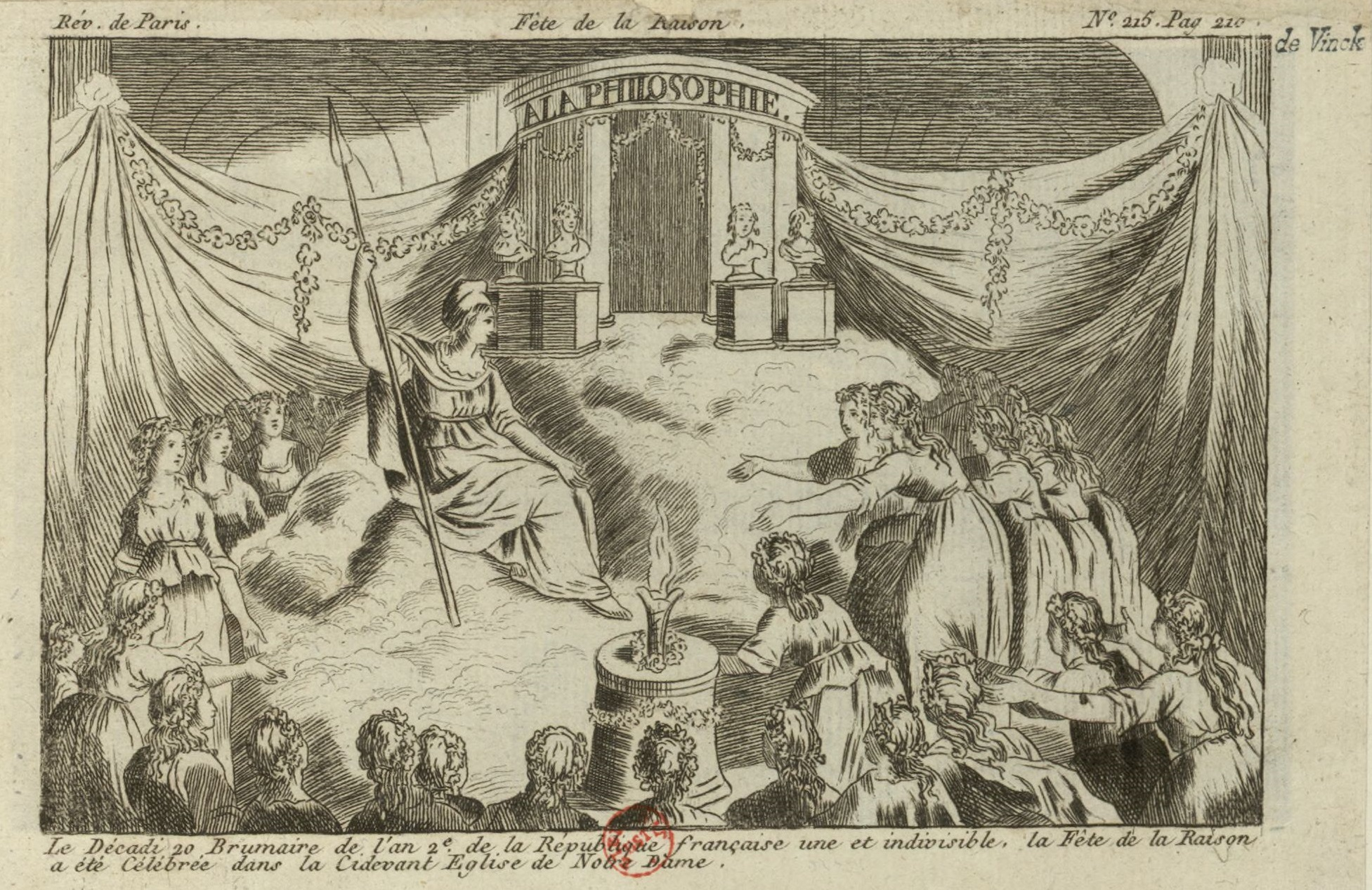
Slavnost Rozumu (Fête de la Raison) v pařížské katedrále Notre-Dame

Kult rozumu byl rozšířený převážně mezi hébertisty a sansculoty. Prvotní projevy ateismu byly spíše zesměšňováním křesťanství, systematickou dechristianizaci zahájil až Joseph Fouché, který brutálními metodami rozšiřoval občanské náboženství založené na kultu Rozumu po celé Francii. Nařídil odstranění všech křížů a náboženských symbolů a založil formální kult rozumu.
Oficiální slavnost Rozumu (Fête de la Raison) zorganizovali Hébert a Momoro 20. brumairu roku II (10. listopadu 1793), obřady zorganizoval Chaumette. Všechny kostely a synagogy ve Francii byly zrušeny a byly v nich ustanoveny „chrámy rozumu“, křesťanské oltáře byly změněny na oltáře „svobody“, na dveře katedrál byl vytesán nápis „K filosofii!“ Obřady trvaly několik hodin a skončily uctíváním „bohyně rozumu“, která byla představována herečkou. Anacharsis Clootz prohlásil, že „od nynějška je jediným bohem Lid“.

## Zánik

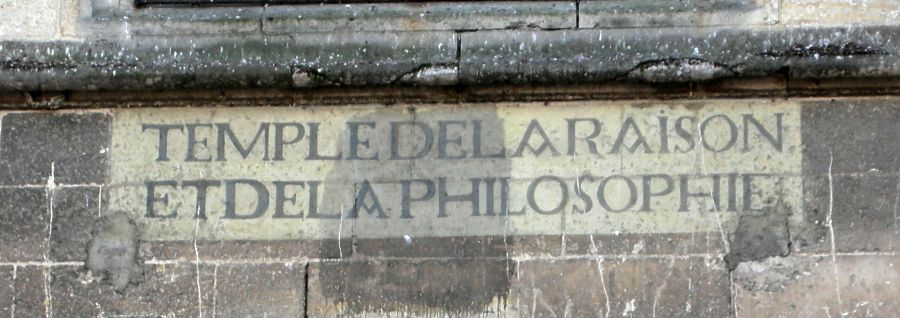
Nápis kultu na kostele v Ivry-la-Bataille

Kult Rozumu zanikl na jaře 1794, když se ujal moci Robespierre a založil nové deistické náboženství, kult Nejvyšší bytosti. Kult Rozumu byl rozpuštěn a většina jeho vůdců skončila pod gilotinou (Hébert, Momoro, Ronsin a Vincent 24. března 1794). Formálně byl kult rozumu zakázán Napoleonem Bonapartem v roce 1802.